# EHF Champions League mannen 2016/17
De EHF Champions League 2016/17 is de 55ste editie van de EHF Champions League.

## Deelnemers

### Rechtstreeks gekwalificeerd
In totaal hebben 37 clubs uit 27 landen zich gekwalificeerd of hebben ze een uitnodiging aangevraagd. Dus in overeenstemming met de EHF-coëfficiënt die is vastgesteld voor het seizoen 2016/2017, zijn 29 teams die 23 nationale kampioenen vertegenwoordigen, evenals de vice-kampioenen van Duitsland en Spanje gekwalificeerd:
| Rang | Land        | Team                    | Rangschikking competitie    | Besluit              |
| ---- | ----------- | ----------------------- | --------------------------- | -------------------- |
| 1    | Duitsland   | Rhein-Neckar Löwen      | Kampioen van Duitsland      | Hoge poule           |
| 1    | Duitsland   | SG Flensburg-Handewitt  | Vice-kampioen van Duitsland | Hoge poule           |
| 2    | Spanje      | FC Barcelona            | Kampioen van Spanje         | Hoge poule           |
| 2    | Spanje      | Natuurhuis La Rioja     | Vice-kampioen van Spanje    | Lage poule           |
| 3    | Hongarije   | Telekom Veszprém        | Kampioen van Hongarije      | Hoge poule           |
| 4    | Frankrijk   | Paris Saint-Germain     | Kampioen van Frankrijk      | Hoge poule           |
| 5    | Denemarken  | Bjerringbro-Silkeborg   | Kampioen van Denemarken     | Hoge poule           |
| 6    | Polen       | Vive Tauron Kielce      | Kampioen van Polen          | Hoge poule           |
| 7    | Slovenië    | Celje                   | Kampioen van Slovenië       | Hoge poule           |
| 8    | Macedonië   | Vardar                  | Kampioen van Macedonië      | Hoge poule           |
| 9    | Roemenië    | Dinamo Boekarest        | Kampioen van Roemenië       | Lage poule           |
| 10   | Zweden      | IFK Kristianstad        | Kampioen van Zweden         | Hoge poule           |
| 11   | Kroatië     | PPD Zagreb              | Kampioen van Kroatië        | Hoge poule           |
| 12   | Rusland     | Medvedi Tsjechov        | Kampioen van Rusland        | Lage poule           |
| 13   | Portugal    | ABC/UMinho              | Kampioen van Portugal       | Kwalificatietoernooi |
| 14   | Wit-Rusland | HC Meshkov Brest        | Kampioen van Wit-Rusland    | Hoge poule           |
| 15   | Zwitserland | Kadetten Schaffhausen   | Kampioen van Zwitserland    | Hoge poule           |
| 16   | Oekraïne    | Motor                   | Kampioen van Oekraïne       | Lage poule           |
| 17   | Noorwegen   | Elverum Handbal         | Kampioen van Noorwegen      | Lage poule           |
| 18   | Servië      | Vojvodina Novi Sad      | Kampioen van Servië         | Geen deelnamen       |
| 19   | Slowakije   | Tatran Prešov           | Kampioen van Slowakije      | Kwalificatietoernooi |
| 20   | Turkije     | Beşiktaş Mogaz          | Kampioen van Turkije        | Lage poule           |
| 21   | Luxemburg   | Red Boys Differdange    | Kampioen van Luxemburg      | Kwalificatietoernooi |
| 22   | Finland     | Riihimäen Cocks         | Kampioen van Finland        | Kwalificatietoernooi |
| 23   | Griekenland | AS Filippos Veria       | Kampioen van Griekenland    | Geen deelnamen       |
| 24   | België      | Achilles Bocholt        | Kampioen van België         | Kwalificatietoernooi |
| 25   | Israël      | Maccabi CASTRO Tel Aviv | Kampioen van Israël         | Kwalificatietoernooi |
| 26   | Oostenrijk  | HC Fives Margareten     | Kampioen van Oostenrijk     | Geen deelnamen       |
| 27   | Tsjechië    | Talent MAT Plzeň        | Kampioen van Tsjechië       | Geen deelnamen       |

### Wildcards
Naast direct gekwalificeerde clubs hebben clubs die zich hebben gekwalificeerd voor de EHF Cup de mogelijkheid om een dossier in te dienen bij de EHF om op uitnodiging een kwalificatie te verkrijgen (Wildcard). Zo hebben in totaal 12 clubs uit 10 landen een uitnodiging aangevraagd:
| Rang | Land        | Team              | Rangschikking competitie          | Besluit              |
| ---- | ----------- | ----------------- | --------------------------------- | -------------------- |
| 1    | Duitsland   | THW Kiel          | Nummer 3 van de Duitse competitie | Hoge poule           |
| 3    | Hongarije   | MOL-Pick Szeged   | Vice-kampioen van Hongarije       | Hoge poule           |
| 4    | Frankrijk   | Saint-Raphaël     | Vice-kampioen van Frankrijk       | Deelnamen afgewezen  |
| 4    | Frankrijk   | HBC Nantes        | Nummer 3 van de Franse competitie | Lage poule           |
| 4    | Frankrijk   | Montpellier       | Bekerwinnaar van Frankrijk        | Lage poule           |
| 5    | Denemarken  | TTH Holstebro     | Vice-Kampioen van Denemarken      | Lage poule           |
| 6    | Polen       | Orlen Wisła Płock | Vice-kampioen van Polen           | Hoge poule           |
| 7    | Slovenië    | Gorenje Velenje   | Vice-kampioen van Slovenië        | Kwalificatietoernooi |
| 8    | Macedonië   | Metalurg          | Vice-kampioen van Macedonië       | Lage poule           |
| 14   | Wit-Rusland | SKA Minsk         | Vice-kampioen van Wit-Rusland     | Deelnamen afgewezen  |
| 17   | Noorwegen   | ØIF Arendal       | Vice-kampioen van Noorwegen       | Deelnamen afgewezen  |
| 26   | Oostenrijk  | Bregenz Handball  | Vice-kampioen van Oostenrijk      | Kwalificatietoernooi |

## Kwalificatietoernooi
In het kwalificatietoernooi worden acht teams uit hun respectievelijke competitie of die een uitnodiging hebben ontvangen, verdeeld in twee groepen van vier en proberen een van de twee kwalificatieplaatsen te winnen die op het spel staan.
De kwalificatie groep I worden gehouden in Prešov, Slowakije en de wedstrijden van kwalificatie groep II worden gehouden in Bregenz, Oostenrijk. De winnende teams van deze toernooien kwalificeren zich voor de groepsfase (Groep C of Groep D). De als 2e en 3e geklasseerde teams gaan naar de derde kwalificatieronde van de EHF Cup en de als 4e geklasseerde teams gaan naar de tweede kwalificatieronde van de EHF Cup .
| Kwalificatie groep I | Kwalificatie groep I | Kwalificatie groep I |
| Team 1               | Score                | Team 2               |
| -------------------- | -------------------- | -------------------- |
| Gorenje Velenje      | 28 – 25              | Riihimäki Cocks      |
| Tatran Prešov        | 38 – 32              | Red Boys Differdange |
|                      |                      |                      |
| Riihimäki Cocks      | 30 – 21              | Red Boys Differdange |
|                      |                      |                      |
| Gorenje Velenje      | 21 – 23              | Tatran Prešov        |

| Kwalificatie groep II   | Kwalificatie groep II | Kwalificatie groep II   |
| Team 1                  | Score                 | Team 2                  |
| ----------------------- | --------------------- | ----------------------- |
| ABC/UMinho              | 34 – 27               | Maccabi CASTRO Tel Aviv |
| Bregenz Handball        | 39 – 31               | Achilles Bocholt        |
|                         |                       |                         |
| Maccabi CASTRO Tel Aviv | 33 – 30               | Achilles Bocholt        |
|                         |                       |                         |
| ABC/UMinho              | 33 – 32               | Bregenz Handball        |

Eindstand
| 1 | Tatran Prešov             | Geplaatst voor groepsfase EHF Champions League |
| 1 | ABC/UMinho                | Geplaatst voor groepsfase EHF Champions League |
| 2 | Gorenje Velenje           | Geplaatst voor derde ronde EHF Cup             |
| 2 | Bregenz Handball          | Geplaatst voor derde ronde EHF Cup             |
| 3 | Riihimäki Cocks           | Geplaatst voor derde ronde EHF Cup             |
| 3 | Maccabi CASTRO Tel Aviv00 | Geplaatst voor derde ronde EHF Cup             |
| 4 | Red Boys Differdange      | Geplaatst voor tweede ronde EHF Cup            |
| 4 | Achilles Bocholt          | Geplaatst voor tweede ronde EHF Cup            |

## Hoofdtoernooi

### Groepsfase

#### Groep A
| Pos | Club                  | Gs | W  | G | V  | Pnt | Dv  | Dt  | Ds  | Opmerking                |
| --- | --------------------- | -- | -- | - | -- | --- | --- | --- | --- | ------------------------ |
| 1   | FC Barcelona Lassa    | 14 | 12 | 1 | 1  | 25  | 413 | 354 | +59 | 0000 Kwartfinale 0000    |
| 2   | Paris Saint-Germain   | 14 | 12 | 0 | 2  | 24  | 451 | 383 | +68 | 0000 Achtste finale 0000 |
| 3   | Telekom Veszprém      | 14 | 8  | 2 | 4  | 18  | 381 | 365 | +16 | 0000 Achtste finale 0000 |
| 4   | Flensburg-Handewitt   | 14 | 7  | 1 | 6  | 15  | 382 | 366 | +16 | 0000 Achtste finale 0000 |
| 5   | THW Kiel              | 14 | 5  | 2 | 7  | 12  | 353 | 376 | −23 | 0000 Achtste finale 0000 |
| 6   | Bjerringbro-Silkeborg | 14 | 4  | 0 | 10 | 8   | 364 | 396 | −32 | 0000 Achtste finale 0000 |
| 7   | Orlen Wisła Płock     | 14 | 3  | 2 | 9  | 8   | 367 | 401 | −34 |                          |
| 8   | Kadetten Schaffhausen | 14 | 1  | 0 | 13 | 2   | 370 | 440 | −70 |                          |

#### Groep B
| Pos | Club                  | Gs | W  | G | V | Pnt | Dv  | Dt  | Ds  | Opmerking                |
| --- | --------------------- | -- | -- | - | - | --- | --- | --- | --- | ------------------------ |
| 1   | Vardar                | 14 | 10 | 0 | 4 | 20  | 412 | 378 | +34 | 0000 Kwartfinale 0000    |
| 2   | Vive Tauron Kielce    | 14 | 9  | 0 | 5 | 18  | 415 | 390 | +25 | 0000 Achtste finale 0000 |
| 3   | MOL-Pick Szeged       | 14 | 8  | 1 | 5 | 17  | 376 | 350 | +26 | 0000 Achtste finale 0000 |
| 4   | Rhein-Neckar Löwen    | 14 | 8  | 1 | 5 | 17  | 392 | 396 | −4  | 0000 Achtste finale 0000 |
| 5   | Meshkov Brest         | 14 | 5  | 4 | 5 | 14  | 383 | 385 | −2  | 0000 Achtste finale 0000 |
| 6   | PPD Zagreb            | 14 | 4  | 1 | 9 | 9   | 332 | 356 | −24 | 0000 Achtste finale 0000 |
| 7   | Celje Pivovarna Laško | 14 | 3  | 3 | 8 | 9   | 399 | 424 | −25 |                          |
| 8   | IFK Kristianstad      | 14 | 3  | 2 | 9 | 8   | 381 | 411 | −30 |                          |

#### Groep C
| Pos | Club                 | Gs | W | G | V | Pnt | Dv  | Dt  | Ds  | Opmerking            |
| --- | -------------------- | -- | - | - | - | --- | --- | --- | --- | -------------------- |
| 1   | Montpellier          | 10 | 8 | 0 | 2 | 16  | 302 | 252 | +50 | 00000 Play-off 00000 |
| 2   | Naturhouse La Rioja  | 10 | 5 | 1 | 4 | 11  | 294 | 286 | +8  | 00000 Play-off 00000 |
| 3   | Metalurg             | 10 | 5 | 0 | 5 | 10  | 240 | 251 | −11 |                      |
| 4   | TATRAN Presov        | 10 | 4 | 1 | 5 | 9   | 259 | 271 | −12 |                      |
| 5   | Elverum Håndball     | 10 | 3 | 2 | 5 | 8   | 257 | 274 | −17 |                      |
| 6   | Chekhovskiye Medvedi | 10 | 2 | 2 | 6 | 6   | 273 | 291 | −18 |                      |

#### Groep D
| Pos | Club             | Gs | W | G | V | Pnt | Dv  | Dt  | Ds  | Opmerking            |
| --- | ---------------- | -- | - | - | - | --- | --- | --- | --- | -------------------- |
| 1   | HBC Nantes       | 10 | 8 | 1 | 1 | 17  | 312 | 270 | +42 | 00000 Play-off 00000 |
| 2   | Motor            | 10 | 7 | 1 | 2 | 15  | 308 | 272 | +36 | 00000 Play-off 00000 |
| 3   | Beşiktaş Mogaz   | 10 | 5 | 1 | 4 | 11  | 275 | 289 | −14 |                      |
| 4   | Dinamo București | 10 | 3 | 2 | 5 | 8   | 294 | 294 | 0   |                      |
| 5   | TTH Holstebro    | 10 | 2 | 1 | 7 | 5   | 281 | 314 | −33 |                      |
| 6   | ABC/UMinho       | 10 | 2 | 0 | 8 | 4   | 289 | 320 | −31 |                      |

### Play-off
| Team 1              | Tot.    | Team 2      | 1       | 2       |
| ------------------- | ------- | ----------- | ------- | ------- |
| Naturhouse La Rioja | 56 – 68 | HBC Nantes  | 25 – 31 | 31 – 37 |
| Motor               | 63 – 65 | Montpellier | 34 – 36 | 29 – 29 |

### Achtste finale
| Team 1                | Tot.    | Team 2              | 1       | 2       |
| --------------------- | ------- | ------------------- | ------- | ------- |
| HBC Nantes            | 53 – 61 | Paris Saint-Germain | 26 – 26 | 27 – 35 |
| Montpellier           | 61 – 54 | Vive Tauron Kielce  | 33 – 28 | 28 – 26 |
| PPD Zagreb            | 41 – 52 | Telekom Veszprém    | 22 – 23 | 19 – 29 |
| Bjerringbro-Silkeborg | 48 – 59 | MOL-Pick Szeged     | 24 – 26 | 24 – 33 |
| Meshkov Brest         | 51 – 54 | Flensburg-Handewitt | 25 – 26 | 26 – 28 |
| THW Kiel              | 50 – 49 | Rhein-Neckar Löwen  | 24 – 25 | 26 – 24 |

### Kwartfinale
| Team 1             | Tot.    | Team 2              | 1       | 2       |
| ------------------ | ------- | ------------------- | ------- | ------- |
| THW Kiel           | 46 – 49 | FC Barcelona Lassa  | 28 – 26 | 18 – 23 |
| Rhein-Neckar Löwen | 51 – 61 | Vardar              | 24 – 26 | 27 – 35 |
| MOL-Pick Szeged    | 57 – 60 | Paris Saint-Germain | 27 – 30 | 30 – 30 |
| Telekom Veszprém   | 56 – 48 | Montpellier         | 26 – 23 | 30 – 25 |

### Velux EHF FINAL4
De VELUX EHF FINAL4 wordt op neutraalterrein gespeeld. Bij de heren is het de Lanxess Arena in Keulen, Duitsland.

#### Halve finale
| 3 juni 2017 15:15 | Telekom Veszprém | 26 – 27 | Paris Saint-Germain | Lanxess Arena, Keulen Scheidsrechters: Nikolov, Nachevski (MNE) |
| 3 juni 2017 15:15 | (11-11)          |         |                     | Lanxess Arena, Keulen Scheidsrechters: Nikolov, Nachevski (MNE) |
| 3 juni 2017 15:15 | 3×               |         | 3× 2×               | Lanxess Arena, Keulen Scheidsrechters: Nikolov, Nachevski (MNE) |

| 3 juni 2017 18:00 | Vardar  | 26 – 25 | FC Barcelona Lassa | Lanxess Arena, Keulen Scheidsrechters: Horacek, Novotny (CZE) |
| 3 juni 2017 18:00 | (13-12) |         |                    | Lanxess Arena, Keulen Scheidsrechters: Horacek, Novotny (CZE) |
| 3 juni 2017 18:00 | 3×      |         | 2× 5×              | Lanxess Arena, Keulen Scheidsrechters: Horacek, Novotny (CZE) |

#### Troostfinale
| 4 juni 2017 15:15 | Telekom Veszprém | 34 – 30 | FC Barcelona Lassa | Lanxess Arena, Keulen Scheidsrechters: Gubica, Milosevic (CRO) |
| 4 juni 2017 15:15 | (18-17)          |         |                    | Lanxess Arena, Keulen Scheidsrechters: Gubica, Milosevic (CRO) |
| 4 juni 2017 15:15 | 3×               |         | 2×                 | Lanxess Arena, Keulen Scheidsrechters: Gubica, Milosevic (CRO) |

#### Finale
| 4 juni 2017 18:00 | Paris Saint-Germain | 23 – 24 | Vardar | Lanxess Arena, Keulen Scheidsrechters: Geipel, Helbig (GER) |
| 4 juni 2017 18:00 | (12-11)             |         |        | Lanxess Arena, Keulen Scheidsrechters: Geipel, Helbig (GER) |
| 4 juni 2017 18:00 | 2× 4×               |         | 2× 4×  | Lanxess Arena, Keulen Scheidsrechters: Geipel, Helbig (GER) |